# Gare de Shimbashi
La gare de Shimbashi (新橋駅, Shinbashi-eki) est une gare ferroviaire de la ville de Tokyo au Japon. Elle est située dans l'arrondissement de Minato, dans le quartier de Shinbashi. La gare est desservie par les lignes des compagnies JR East, Toei, Tokyo Metro et New Transit Yurikamome.

## Situation ferroviaire
La gare de Shimbashi est située au point kilométrique (PK) 1,9 de la ligne principale Tōkaidō, au PK 29,6 de ligne Yamanote, au PK 32,2 de la ligne Keihin-Tōhoku, au PK 6,3 de la ligne Ginza et au PK 10,5 de la ligne Asakusa. Elle marque le début de la ligne Yurikamome.

## Histoire

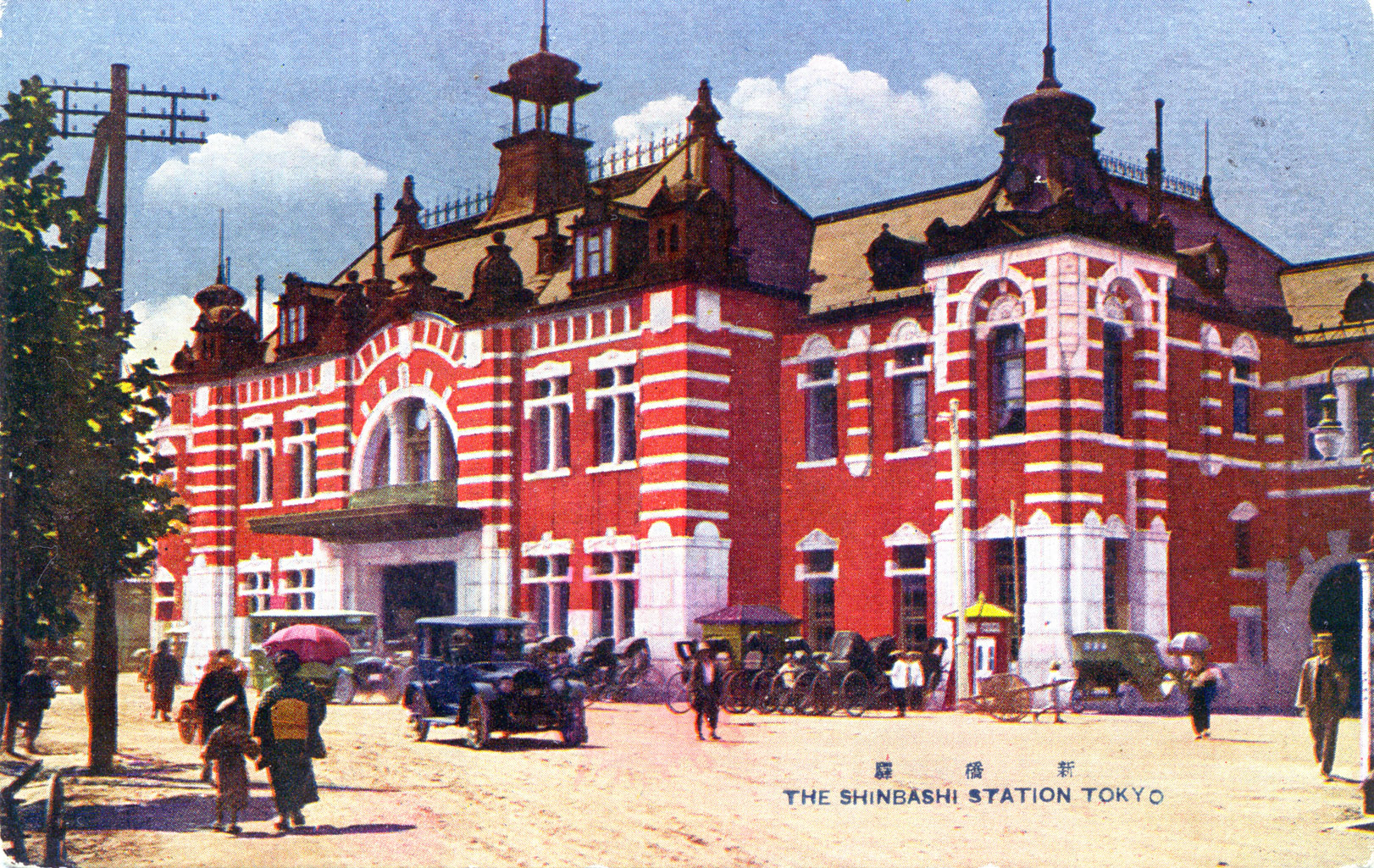
La gare de Shimbashi pendant l'ère Taishō.

La première gare de Shimbashi a été inaugurée le 14 octobre 1872 comme terminus de la ligne Tōkaidō. C’est l’une des plus anciennes gares du Japon.
Le 16 décembre 1909, la gare de Karasumori (烏森駅) ouvre à l’emplacement de l’actuelle gare de Shimbashi sur la ligne Yamanote. Elle est renommée gare de Shimbashi lorsque la ligne Tōkaidō est prolongée à la gare de Tokyo en 1914. La gare originelle est alors détruite et transformée en terminal de fret sous le nom de gare de Shiodome.
En 1923, les bâtiments de la gare sont sévèrement endommagés par le séisme de Kantō.
En 1939, la future ligne Ginza est prolongée à Shimbashi. La ligne Asakusa y arrive en 1968.
Le terminus de la ligne Yurikamome est inauguré en novembre 1995.

## Services aux voyageurs

### Accès et accueil
La gare dispose d'un bâtiment voyageurs, avec guichet, ouvert tous les jours.

### Desserte

#### JR East
- Ligne principale Tōkaidō :

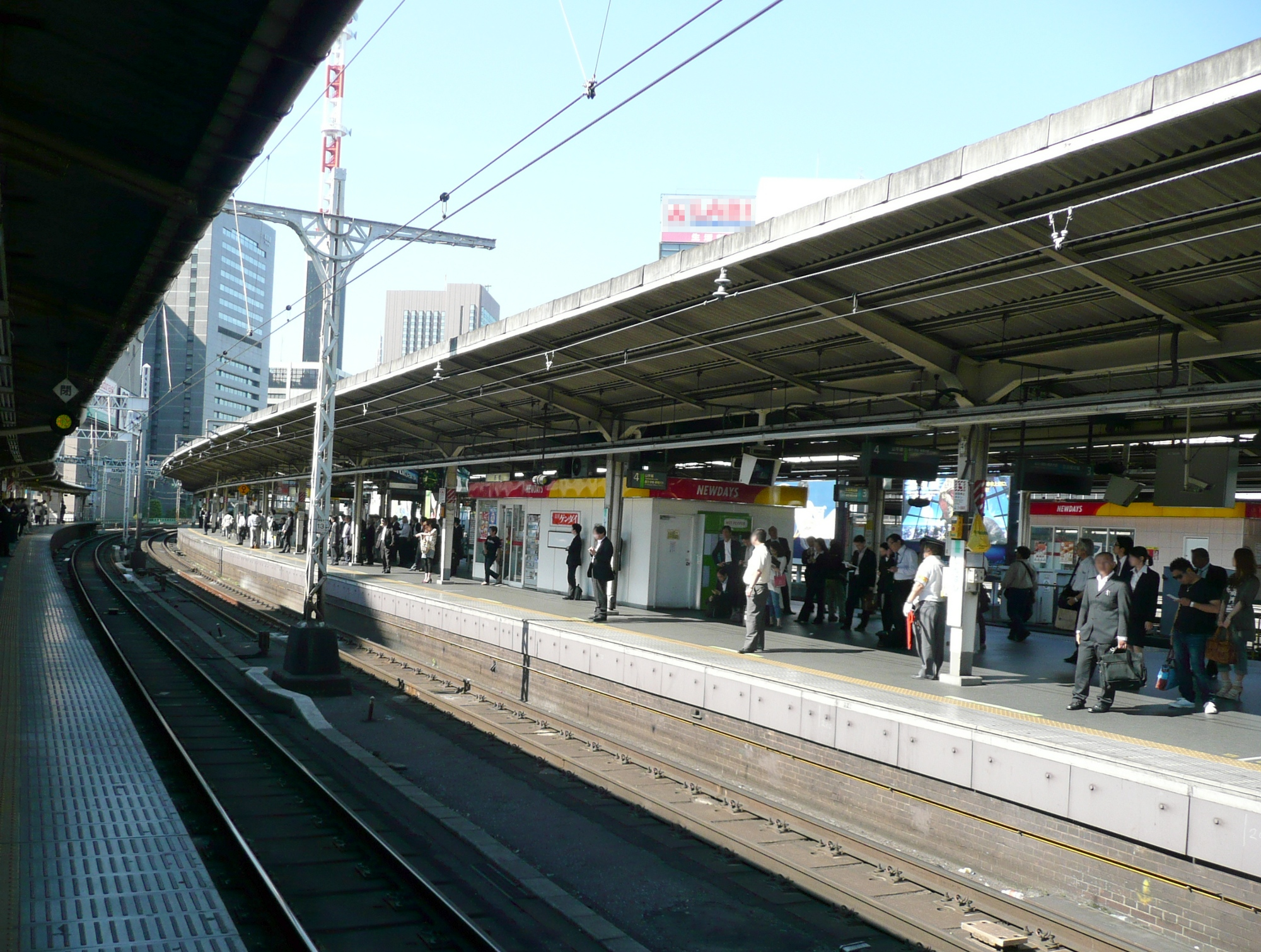
Quais des lignes JR East

  - voie 1 : direction Yokohama, Odawara et Atami
  - voie 2 : direction Tokyo (interconnexion la ligne Ueno-Tokyo pour Ōmiya)

- Ligne Keihin-Tōhoku :
  - voie 3 : direction Shinagawa et Yokohama
  - voie 6 : direction Tokyo et Ōmiya

- Ligne Yamanote :
  - voie 4 : direction Shinagawa et Shibuya
  - voie 5 : direction Tokyo et Ueno

- Ligne Yokosuka (quais souterrains) :
  - voie 1 : direction Shinagawa, Yokohama et Kamakura
  - voie 2 : direction Tokyo (interconnexion la ligne Sōbu pour Chiba)

#### Tokyo Metro
- Ligne Ginza :
  - voie 1 : direction Shibuya
  - voie 2 : direction Asakusa

#### Toei
- Ligne Asakusa :
  - voie 1 : direction Sengakuji (interconnexion avec la ligne principale Keikyū pour Shinagawa et l'aéroport de Haneda) ou Nishi-Magome
  - voie 2 : direction Oshiage (interconnexion avec la ligne principale Keisei pour Inba-Nihon-Idai, Shibayama-Chiyoda ou l'aéroport de Narita)

#### New Transit Yurikamome
- Ligne Yurikamome :
  - voies 1 et 2 : direction Toyosu